# Armann d'Aoste
Armann d'Aoste (italianisé en Armano) mort un 6 juin est évêque d'Aoste en 1141/1142

## Biographie
Armann apparait comme évêque d'Aoste en 1141/1142 lorsqu'il concède l'église Saint-Étienne de Gressan aux chanoines de la Collégiale de Saint-Ours en présence d'Isdraël, archevêque de Tarentaise, dont il est le suffragant, et de l'archidiacre de ce dernier nommé Étienne. Le document n'est pas daté mais le fait qu'Israël ne fut archevêque par ailleurs considéré comme usurpateur de Tarentaise, qu'un an en 1140-1141, permet d'établir sa présence sur le siège épiscopal d'Aoste, cette année-là. La mort d'Armann est relevée dans le nécrologe de la Collégiale de Saint-Ours un 6 juin « VII idus iunii O. Armanus episcopis » d'une année inconnue. On ne sait rien d'autre de lui.